# سوتو (بانه)
سوتو یک روستا در ایران است که در دهستان نمه شیر شهرستان بانه واقع شده‌است. سوتو ۱۸۰ نفر جمعیت دارد.دارای آب و هوای دلنشین که هر فردی را مجذوب خود می کند.سوتو دارای مکان های دیدنی مثل جنگل ،کوه های بلند (شاخ سَّل،ترخان)است.